# Lector

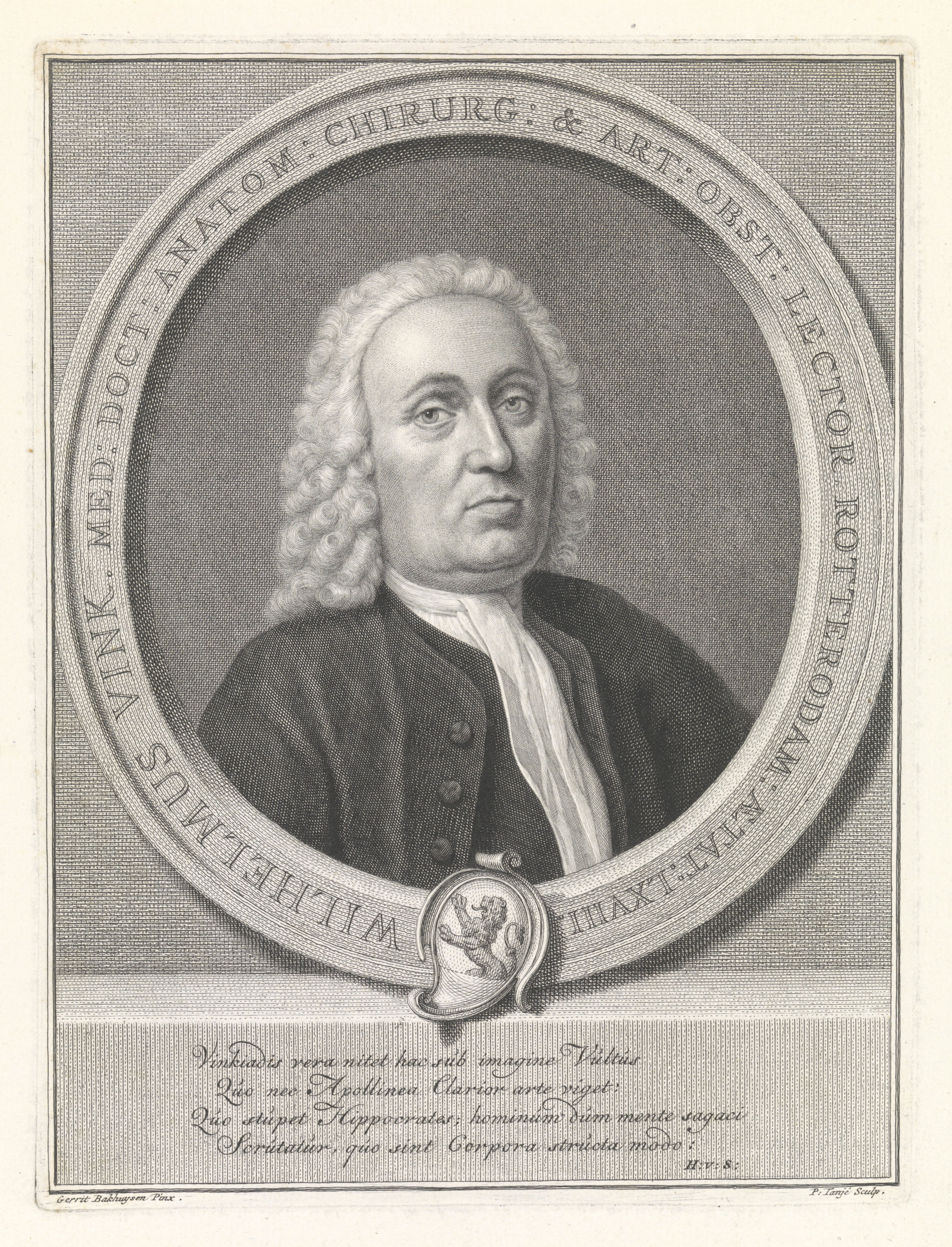
Portret van dr. Willem Vink (1680-1763), lector aan de Illustere school te Rotterdam.

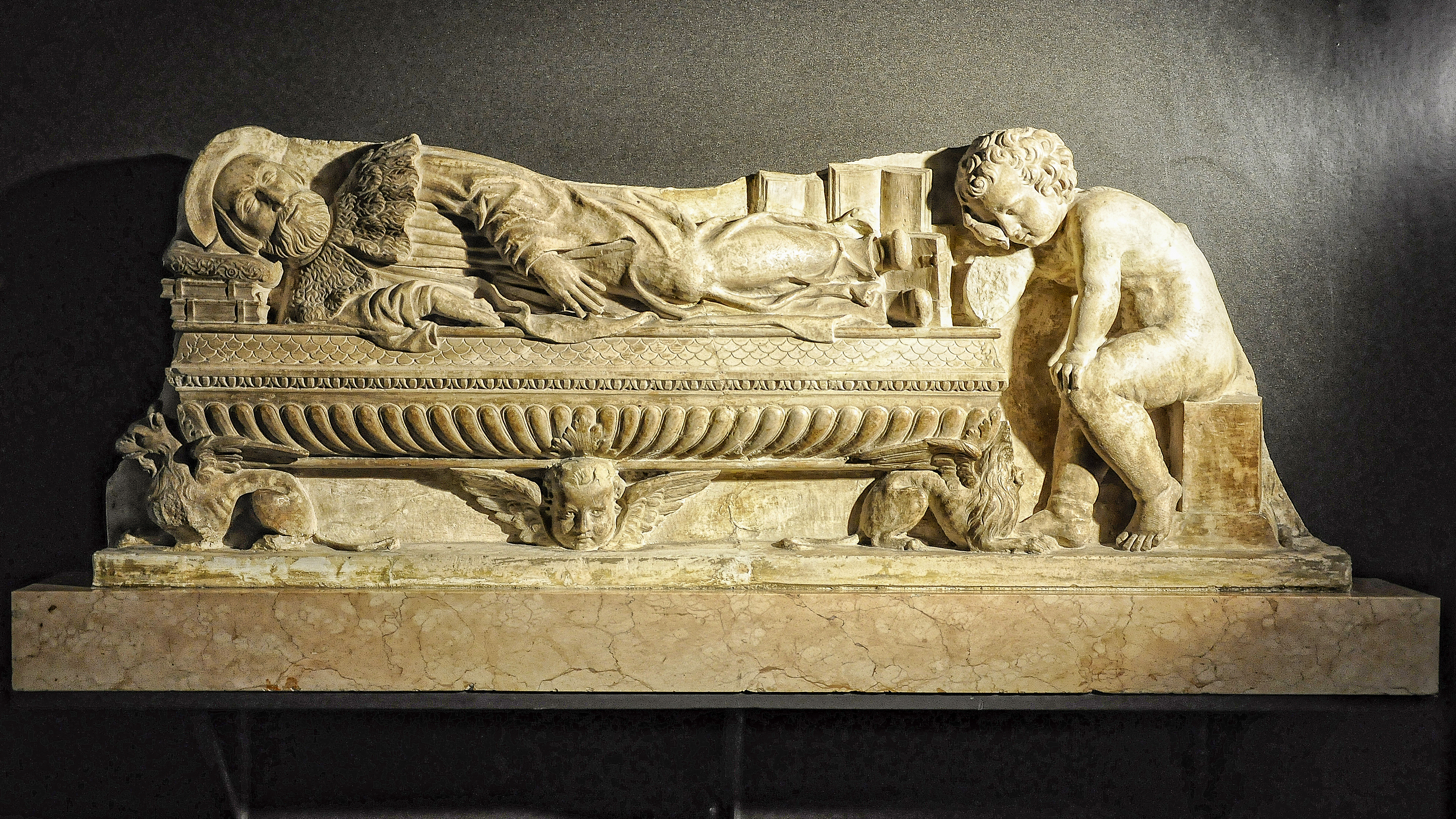
16e-eeuws graf van een lector

Een lector of lectrice (meervoud: lectores/lectrices) is een docent binnen het hoger onderwijs. In Nederland wordt de aanduiding vooral gebruikt voor het hoofd van een lectoraat ('kenniskring' van docenten, onderzoekers en externe experts) bij een hogeschool. Hiermee lijkt de functie wel wat op die van hoogleraar aan de universiteit.
Het woord 'lector' heeft een niet-formele betekenis die direct verband houdt met de Latijnse stam (legere = lezen, dus de lector is 'degene die leest'), diegene die een lezing houdt. Lectoren bestonden reeds bij de Illustere Scholen. 
In het Verenigd Koninkrijk wordt op sommige universiteiten de term reader gebruikt voor academisch docenten die (nog) geen hoogleraar zijn.

## Lector in Nederland

### Wetenschappelijk onderwijs

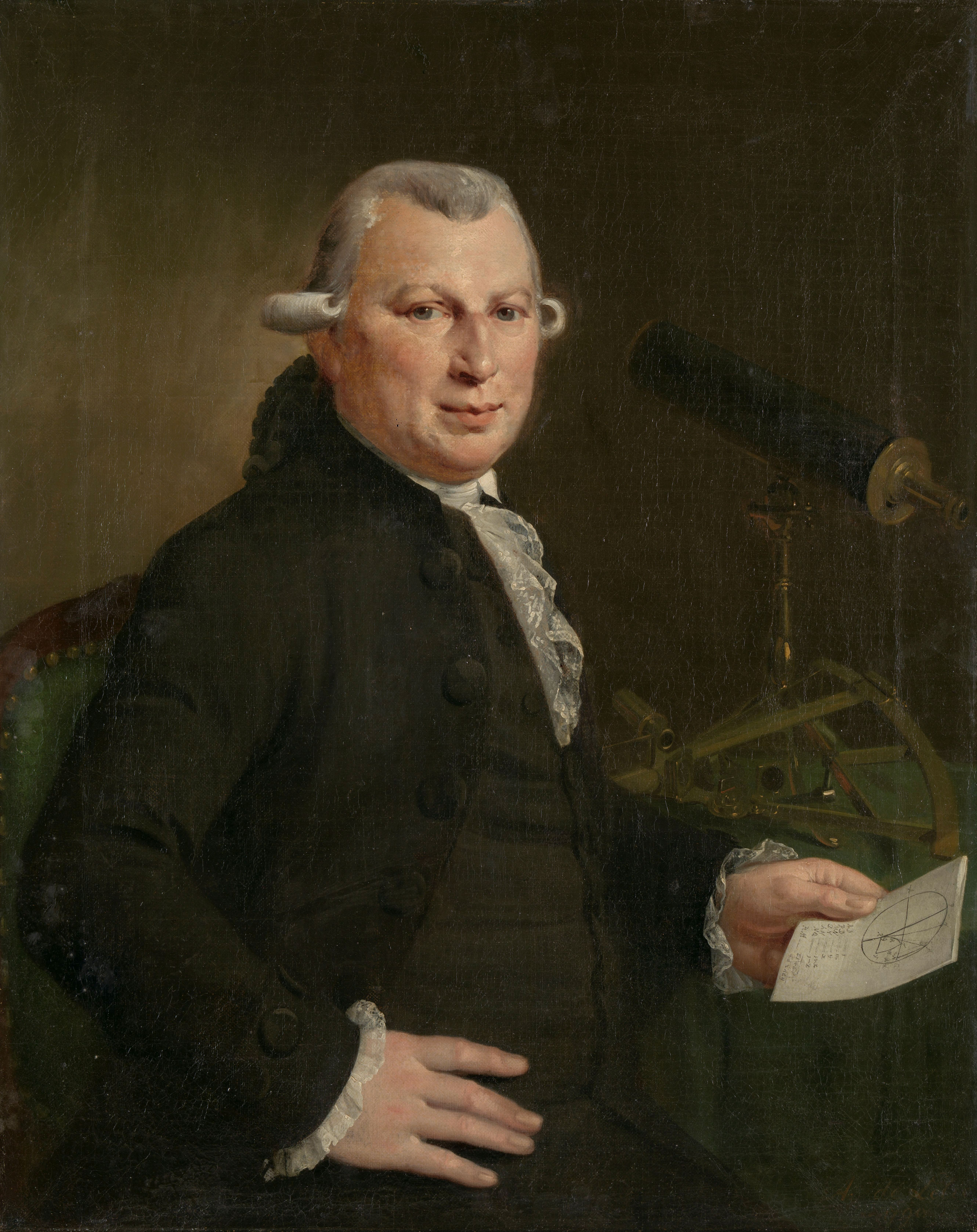
Portret van Hendrick de Hartog, lector te Amsterdam.

Een lector was in Nederland tot 1980 een docent aan een universiteit met een ambtelijke rang net onder die van hoogleraar. Een lector had vrijwel dezelfde bevoegdheden als een hoogleraar, met name het ius promovendi. Vergelijkbaar bij hoogleraren kon er sprake zijn van gewoon lectoren, buitengewoon lectoren of bijzonder lectoren.
Met ingang van 1 januari 1980 werden alle lectoren collectief benoemd tot hoogleraar. Enkelen maakten bezwaar en bleven lector. Met het verdwijnen van de rang van lector kwamen er twee hoogleraarsrangen, A en B, inmiddels vervangen door categorieën 1 en 2. Arbeidsrechtelijk was de consequentie dat nieuwe hoogleraren voortaan eerst in de lagere rang werden ingeschaald, dus minder betaald werden dan degenen die vroeger tot hoogleraar werden benoemd.

### Hoger beroepsonderwijs
In het hoger beroepsonderwijs (hbo) is rond 2001 in Nederland de functie "lector" (afkorting: lec.) geïntroduceerd. Een lector op een hogeschool vervult hierbij een soortgelijke functie als een hoogleraar aan een universiteit. Hij of zij geeft leiding aan een lectoraat, doorgaans een onderzoeksgroep of kenniskring.  Deze kring bestaat uit docenten van de hogeschool die onderzoek doen, vaak in aanvulling op hun onderwijstaken, onder wie promovendi, en anderen die kennis hebben of overdragen op het gebied van de lector. Rob Oudkerk omschreef de rol van lector in een interview naar aanleiding van zijn eigen positie als lector leefstijlverandering bij jongeren aan De Haagse Hogeschool als "een soort praktijkprofessor. Een hoogleraar doet wetenschappelijk onderzoek, verhoogt het kennisniveau van studenten en collega's, beïnvloedt het maatschappelijk debat. Een lector toetst daarnaast of alles wel effectief is wat bedacht wordt". In de praktijk toetst menig hoogleraar, zeker aan technische universiteiten en beroepsgerichte opleidingen, kennis eveneens aan de praktijk.
In het Engels wordt een lector werkzaam bij een hogeschool aangeduid met Professor.
Tweejaarlijks wordt aan twee lectoren die onderscheidend onderzoek hebben uitgevoerd de Deltapremie toegekend, ter waarde van 500.000 euro.
De Nederlandse hbo-lectoren waren van 2007 tot 2011 verenigd in het Forum Praktijkgericht Onderzoek, voorzitter was prof. dr. Mia Duijnstee. Sinds eind 2014 is er een Vereniging van Lectoren met als missie 'het bevorderen van praktijkgericht onderzoek door samenwerking van lectoren'.

## Lector in Vlaanderen
In Vlaanderen is een lector iemand die als lesgever aangesteld is aan een hogeschool in de opleidingen graduaat en professionele bachelor. Het is een ambt in het hoger onderwijs van de eerste graad (OP, Onderwijzend Personeel). Naast lesgeven kunnen ook maatschappelijke dienstverlening en projectmatig wetenschappelijk onderzoek tot het takenpakket van de lector behoren. Ook lesgevers in het Vlaamse hoger beroepsonderwijs (hbo) noemt men lector, terwijl sinds 1992 aan universiteiten de functies van bijzonder lector en buitengewoon lector bestaan.
In de spreektaal vallen de ambten praktijklector, hoofdpraktijklector, lector en hoofdlector onder de verzamelnaam 'lector'. Voor praktijklector en hoofdpraktijklector is minimaal de graad van bachelor vereist, voor de twee overige minimaal de graad van master. Lectoren kunnen lesopdrachten krijgen in het academische richtingen aan een hogeschool, hoewel het gebruikelijker is om lesgevers dan te benoemen tot de ambten in het hoger onderwijs van de tweede graad (AAP, Assisterend Academisch Personeel), nl. praktijkassistent en assistent die dezelfde minimale vereisten en verloning hebben als lector. In tegenstelling tot een assistent krijgt een lector met voltijdse aanstelling geen tijd voor promotieonderzoek, maar kan dan weer wel een volledige carrière in hetzelfde ambt uitbouwen.

## Andere betekenissen
- In de liturgie van de Katholieke Kerk en de Oosters-orthodoxe Kerk is een lector degene die bijbelteksten voorleest.
- In Polen wordt de term lector gebruikt voor de (meestal mannelijke) persoon die Poolse vertalingen declameert (commentaarvertaling).
- Volgens Van Dale is een lector ook iemand die manuscripten naleest bij een uitgeverij.